# Рідне село Україна
«Рідне село Україна» — всеукраїнська інформаційна газета, що висвітлює різні аспекти життя українського села. Виходить українською мовою у Києві. Станом на 2017 газета "Рідне село Україна" мала загальний наклад 12 тис. примірників та була другою за тиражем всеукраїнською сільською газетою (після газети Сільські вісті).

## Засновники та аудиторія газети
Свідоцтво про реєстрацію: серія КВ № 18390-7190Р, видане Державною реєстраційною службою України.
Засновники: ТОВ "СГ «Універсум», Всеукраїнська асоціація сільських та селищних рад.
Газета розповсюджується у всіх регіонах України, її читачами та передплатниками є фермери, одноосібники, голови сільських та селищних рад, жителі сільської місцевості.
Основні рубрики газети: новини бізнесу, актуальні події, приклади успішних господарств, агрополітика, застосування світових і адаптованих інтенсивних технологій в АПК, коментарі фахівців з актуальних питань, іміджеві матеріали.
Періодичність виходу: два рази на місяць. Обсяг: формат А3, кількість сторінок — 16.
Газета виходить в повноколірному форматі. Наклад одного випуску газети — 30 000 примірників. Передплатний індекс: 89782

## Редакція газети
Головний редактор: Мирослава Таванець.

## Партнерство та інформаційна підтримка
За час своєї роботи газета «Рідне село Україна» виступила провідним інформаційним партнером наступних заходів:
- 14-17 серпня 2012 року — загальнодержавна виставкова акція «Барвиста Україна» [3]
- 05-08 вересня 2012 року — міжнародна агропромислова виставка «АГРО-2012» [4]
- 31 жовтня-2 листопада 2012 року — міжнародна виставка WinExpo Ukraine.

## Власники
У грудні 2015 року Latifundist Media викупив у System Media Invest сільську газету «Рідне Село».

## Наклад
У 2016 повідомлялося що наклад газети - 30 тис. Згодом, під час зміни власників газети, повідомлялося, що газета має 11 тис. передплатників.
Станом на 2017 сайт газети повідомляє про загальний наклад газети - 11 876 примірників.